# Негоспітальна пневмонія
Негоспіта́льна пневмоні́я (НП) або позалікарняна пневмонія — гостре захворювання, яке виникло в позалікарняних умовах і супроводжується проявами ураження нижніх дихальних шляхів (кашель; виділення харкотиння, можливо гнійного; біль у грудях та задишка) і рентгенологічними ознаками свіжих вогнищево-інфільтративних змін у легенях за відсутності очевидної діагностичної альтернативи. Є клінічною формою пневмонії.

## Класифікація
1. Негоспітальна пневмонія в пацієнтів із відсутністю виражених порушень імунітету
2. Негоспітальна пневмонія у пацієнтів з вираженими порушеннями імунітету:
  - Синдром набутого імунодефіциту (ВІЛ/СНІД)
  - Інші захворювання із значними імунними зрушеннями
3. Аспіраційна пневмонія[2]

## Діагностика
Діагноз позагоспітальної пневмонії є визначеним за наявності у хворого рентгенологічно підтвердженої вогнищевої інфільтрації легеневої тканини та не менше 2-х клінічних ознак із нижченаведених:
- гострий початок захворювання з гарячкою вище 38 °C;
- кашель з виділенням мокротиння;
- фізикальні ознаки (притуплений або тупий перкуторний звук, ослаблене або жорстке бронхіальне дихання, фокус дзвінких дрібнопухирцевих хрипів та/або крепітації);
- лейкоцитоз (понад 10 • 109/л) та/або паличкоядерний зсув (понад 10 %).

За відсутності або неможливості отримання рентгенологічного підтвердження наявності вогнищевої інфільтрації в легенях діагноз НП є неточним. При цьому діагноз захворювання встановлюють з урахуванням даних епідеміологічного анамнезу, скарг хворого та виявлених у пацієнта відповідних фізикальних ознак. Слід відзначити, що за такої ситуації діагноз НП отримує рентгенологічне підтвердження лише в 22 % випадків.
Припущення про наявність НП малоймовірне в хворих з гарячкою, скаргами на кашель, задишку, виділення мокротиння та/або біль в грудях за відсутності фізикальних ознак та неможливості проведення рентгенологічного дослідження органів грудної клітки.

## Класифікація по групах хворих
Враховуючи відомі певні обмеження традиційних методів етіологічної діагностики НП, пацієнтів ділять на окремі групи, у відношенні до кожної з яких можна передбачити найбільш ймовірних збудників та їхню чутливість до антибактеріальних препаратів.
Всіх дорослих пацієнтів з НП розподіляють на чотири групи.
До I групи відносять хворих на НП з нетяжким перебігом, які не потребують госпіталізації, без супутньої патології та інших модифікуючих факторів. Найбільш часто збудниками НП у таких пацієнтів є S. pneumoniae, M. pneumoniae, C. pneumoniae, H. influenzae (як правило, у курців) та окремі респіраторні віруси (грипу, респіраторно-синцитіальний вірус тощо). У 30-50 % пацієнтів збудника не визначають взагалі, тому проводити рутинну мікробіологічну діагностику недоцільно. Певну цінність можуть мати дані епідеміологічних досліджень (групова захворюваність осіб молодого віку в організованих колективах характерна для інфекції, яку спричинює S. pneumoniae або M. pneumoniae).
До II групи відносять хворих на НП з нетяжким перебігом, які не потребують госпіталізації, з наявністю супутньої патології (хронічне обструктивне захворювання легень, ниркова та серцева недостатність, цереброваскулярне захворювання, рак, цукровий діабет, хронічне захворювання печінки різної етіології, психічній розлад, алкоголізм) та/або інших модифікуючих факторів. Збудниками НП у цих хворих є S. pneumoniae (в тому числі антибіотикорезистентні штами), H. influenzae, S. aureus, M. catarrhalis. Слід враховувати і можливість грамнегативної мікрофлори: родини Enterobacteriaceae (E. coli, Klebsiella spp.), особливо в людей похилого віку. Необхідно передбачити також ймовірність анаеробної інфекції за наявності НП в осіб з несанованою порожниною рота, клініко-анамнестичними даними щодо неврологічних захворювань та/або порушеннями акту ковтання. Рутинна мікробіологічна діагностика у цих хворих також малоінформативна і практично не впливає на вибір антибіотиків. Однак близько у 20 % хворих цієї групи можливе виникнення потреби в госпіталізації через неефективність амбулаторного лікування та/або загострення/декомпенсації супутніх захворювань.
До III групи відносять хворих на НП з нетяжким перебігом, які потребують госпіталізації в терапевтичне відділення за медичними (наявність несприятливих прогностичних факторів) показаннями. У пацієнтів цієї групи розвиток НП може бути зумовлений S. pneumoniae, H. influenzae, атиповими збудниками (виникає атипова пневмонія), грамнегативними ентеробактеріями. У 10—40 % хворих III групи нерідко виявляють поєднану мікрофлору (тобто поєднання типових бактеріальних та атипових збудників). Така різниця в частоті виявлення збудників зумовлена особливостями мікробіологічних методів діагностики, які використовують різні дослідники.
До IV групи відносять хворих на НП з тяжким перебігом, які потребують госпіталізації у відділення реанімації чи інтенсивної терапії (ВРІТ). Спектр мікробної флори у таких пацієнтів включає S. pneumoniae, Legionella spp., H. influenzae, грамнегативні ентеробактерії, S. aureus та M. pneumoniae (досить рідко). За наявності модифікуючих факторів збудником НП може бути P. aeruginosa.

## Етіотропна терапія
Діагноз НП — безумовне показання для застосування антибіотиків, які є етіотропним лікуванням у таких хворих. Антибактеріальне лікування необхідно починати одразу після встановлення діагнозу, особливо в тих пацієнтів з НП, які потребують госпіталізації. Абсолютно неприйнятне є зволікання з терміновим призначенням антибіотиків пацієнтам із тяжким перебігом захворювання через відсутність результатів бактеріоскопії і посіву мокротиння, оскільки затримка введення першої дози антибіотика на 4 години і більше зумовлює значне підвищення ризику смерті таких хворих.

### І група
У хворих на НП I групи адекватний клінічний ефект можливий при пероральному прийомі антибактеріального препарату (монотерапія). Як засіб вибору рекомендують амоксицилін або макроліди (азитроміцин, кларитроміцин, мідекаміцин, спіраміцин). За неможливості прийому хворим препарату вибору, призначають альтернативний препарат — респіраторний фторхінолон III — IV покоління. У випадку неефективності амоксициліну через 48—72 годин лікування як препарат другого ряду призначають макролід або доксициклін. Це зумовлено їх високою активністю у відношенні до атипових збудників, які можуть бути найбільш ймовірною причиною невдалого лікування амінопеніциліном. У випадку неефективності стартової антибіотикотерапії макролідом препаратом другого ряду може бути амоксицилін або ж фторхінолон III — IV покоління. Можливою причиною неефективності лікування макролідом може бути наявність резистентних до цієї групи антибіотиків штамів пневмокока або захворювання, яке спричинюють грамнегативні збудники.

### II група
У хворих на НП II групи виражений клінічний ефект також можливий у разі перорального прийому антибіотика. Однак, оскільки збільшується ймовірність етіологічної ролі грамнегативних мікроорганізмів (у тому числі тих, що мають певні механізми захисту від антибіотиків — формують резистентність до них), як засіб вибору слід використовувати захищений амінопеніцилін (амоксицилін / клавуланова кислота) або цефалоспорин II покоління (цефуроксиму аксетил). Альтернативною терапією може бути застосування фторхінолону III — IV покоління. За неможливості перорального прийому препарату або низького комплайнсу призначають парентеральний цефалоспориновий антибіотик III покоління (краще цефтріаксон внутрішньом'язово, який можна застосувати 1 раз на добу). У хворих II групи відсутність ефекту при лікування препаратами вибору може бути пов'язана з тим, що етіопатогенами НП є атипові збудники. Тому на другому етапі антибіотикотерапії слід добавити макролід до b-лактаму або ж замість такої комбінованої терапії призначити монотерапію фторхінолоном III — IV покоління.
Хворим I та II груп, які госпіталізовані за соціальних обставин, призначають відповідну пероральну антибактеріальну терапію.
У хворих, які госпіталізовані за медичними показаннями, припускають більш тяжкий перебіг НП, тому терапію доцільно розпочинати з призначення антибіотиків парентерально (в/м, в/в). Через 3—4 дні при досягненні позитивного клінічного ефекту (нормалізація температури тіла, зменшення вираженості інтоксикації та інших симптомів захворювання) можливий перехід до перорального прийому антибіотика до завершення повного курсу антибактеріальної терапії (ступінчаста терапія — див. далі).

### III група
Госпіталізованим у терапевтичне відділення хворим III групи необхідно проводити комбіновану антибіотикотерапію з використанням захищеного амінопеніциліну (амоксицилін / клавуланова кислота, ампіцилін/сульбактам) парентерально, або цефалоспорину II — III покоління (цефуроксиму аксетіл, цефотаксим, цефтріаксон) у поєднані з макролідом. За відсутності порушень всмоктування в травному тракті макролід приймається перорально. За неможливості прийому хворим препарату вибору слід призначити фторхінолон III — IV покоління (монотерапія).
У хворих цієї групи відсутність ефекту при лікування препаратами вибору може бути пов'язана з тим, що етіопатогенами НП є грамнегативні ентеробактерії, що продукують бета-лактамази розширеного спектра дії — інактиватори цих груп антибіотиків. У зв'язку з цим, на другому етапі антибіотикотерапію слід продовжити фторхінолоном III — IV покоління або ж карбапенемом.

### IV група
Хворим IV групи слід невідкладно призначити антибактеріальну терапію, оскільки відстрочування призначення антибіотика навіть на 4 години достовірно підвищує ризик смерті таких пацієнтів.
Для лікування хворих цієї групи, які не мають факторів ризику інфікування P. aeruginosa, рекомендують внутрішньовенно вводити: захищений амінопеніцилін (амоксицилін / клавуланова кислота, ампіцилін/сульбактам) або цефалоспорин III покоління (цефотаксим, цефтриаксон) у поєднанні із макролідом. Як альтернативну терапію пропонують комбінацію фторхінолону III — IV покоління з b-лактамамом. При легіонельозній пневмонії ефективне поєднання макроліда з рифампіцином, а як альтернативну терапію рекомендують призначати фторхінолон III — IV покоління.
Для лікування хворих IV групи з наявністю факторів ризику інфікування P. aeruginosa необхідно призначати внутрішньовенно: антипсевдомонадний цефалоспорин III — IV покоління (цефтазидим, цефоперазон, цефепім) у поєднанні з аміноглікозидом та левофлоксацином або моксифлоксацином, або гатіфлоксацином. Як альтернативну терапію пропонують цефалоспорин, активний у відношенні до синьогнійної палички (цефтазидим, цефоперазон, цефепім), у поєднанні з аміноглікозидом та макролідом.

### Оцінка ефективності терапії
Оцінку ефективності антибактеріальної терапії препаратом першого ряду необхідно (обов'язково!) проводити через 48 годин від початку лікування (повторний огляд хворого). Доцільним є контакт із пацієнтом (нерідко по телефону) на другий день від початку лікування.
Основними критеріями ефективності в ці терміни слід вважати зменшення вираженості інтоксикації та зниження температури тіла хворого, відсутність ознак дихальної недостатності. Якщо на початку лікування в пацієнта були відсутні ці прояви захворювання, слід орієнтуватися на його загальний стан та показники загального клінічного аналізу крові — кількість лейкоцитів, швидкість осідання еритроцитів (ШОЕ). За наявності позитивної динаміки наведених показників продовжують призначену антибактеріальну терапію. Якщо в пацієнта зберігаються висока гарячка та інтоксикація або симптоматика прогресує, то лікування слід вважати неефективним, антибактеріальний засіб потрібно замінити на антибіотик другого ряду та повторно визначити доцільність госпіталізації.
У пацієнтів з нетяжким перебігом НП антибактеріальна терапія може бути завершена після досягнення нормалізації температури тіла протягом 3—5 днів. У таких випадках тривалість лікування складає, як правило, 7—10 днів. У разі отримання клінічних або епідеміологічних даних, які свідчать про мікоплазмену або хламідійну етіологію НП, тривалість антибактеріальної терапії складає в середньому 10—14 днів. Якщо позитивного ефекту лікування досягнуто, в ці терміни заміна антибіотика недоцільна.
При лікуванні хворих на НП стафілококової етіології або зумовлену грамнегативними ентеробактеріями рекомендують проведення більш тривалої антибактеріальної терапії — від 14 до 21 дня, а за наявності даних про легіонельозну етіологію захворювання — 21 день.